# Пояна (Бістра, Алба)
Пояна (рум. Poiana) — село у повіті Алба в Румунії. Входить до складу комуни Бістра.
Село розташоване на відстані 322 км на північний захід від Бухареста, 54 км на північний захід від Алба-Юлії, 53 км на південний захід від Клуж-Напоки.

## Населення
За даними перепису населення 2002 року у селі проживали 84 особи, усі — румуни. Усі жителі села рідною мовою назвали румунську.